# IC 504
IC 504 је лентикуларна галаксија у сазвјежђу Хидра која се налази на листи објеката дубоког неба у Индекс каталогу.
Деклинација објекта је + 4° 15' 43" а ректасцензија 8h 22m 41,2s. Привидна величина (магнитуда) објекта IC 504 износи 13,1 а фотографска магнитуда 14,1. IC 504 је још познат и под ознакама UGC 4372, MCG 1-22-5, CGCG 32-8, PGC 23495.